# ATP-toernooi van Indian Wells
Het ATP-toernooi van Indian Wells is een jaarlijks terugkerend tennistoernooi voor mannen dat wordt georganiseerd in het Amerikaanse plaatsje Indian Wells, dat circa 185 kilometer ten oosten van het centrum van Los Angeles ligt. De officiële naam van het toernooi is BNP Paribas Open.
Tegelijkertijd met dit toernooi wordt op dezelfde locatie het WTA-toernooi van Indian Wells voor de vrouwen gehouden.
Het toernooi heeft de hoogste status (ATP World Tour 1000) in het professionele mannentennis, na de grandslams. Dit is het eerste ATP World Tour 1000 toernooi van het jaar. Bij de dames wordt meestal begonnen op dinsdag en de finale gespeeld op de zondag elf dagen erna. Bij de heren wordt meestal op woensdag begonnen en wordt de finale gespeeld op de zondag tien dagen erna. Bij zowel de heren als de dames zijn er 96 plaatsen beschikbaar. De 32 geplaatste spelers krijgen een bye in de eerste ronde, zodat ze meteen doorstromen naar de tweede ronde.
Het toernooi is altijd gespeeld op hardcourt en is het best bezochte tennisevenement buiten de vier grandslamtoernooien, met een gemiddeld aantal bezoekers van 250.000 per toernooi.

## Finales

### Enkelspel
| Datum                     | Naam                           | Categorie              | ($)             | Ondergrond        | Winnaar                                | Verliezend finalist                    | Uitslag                                |                                        |
| Tucson, Arizona           | Tucson, Arizona                | Tucson, Arizona        | Tucson, Arizona | Tucson, Arizona   | Tucson, Arizona                        | Tucson, Arizona                        | Tucson, Arizona                        | Tucson, Arizona                        |
| ------------------------- | ------------------------------ | ---------------------- | --------------- | ----------------- | -------------------------------------- | -------------------------------------- | -------------------------------------- | -------------------------------------- |
| 1974-03-18                | American Airlines Tennis Games | geen tour              | $ 150.000       | hardcourt, buiten | John Newcombe                          | Arthur Ashe                            | 6-3, 7-6                               | details                                |
| 1975-03-31                | American Airlines Tennis Games | geen tour              | $ 175.000       | hardcourt, buiten | John Alexander                         | Ilie Năstase                           | 7-5, 6-2                               | details                                |
| Palm Springs, Californië  |                                |                        |                 |                   |                                        |                                        |                                        |                                        |
| 1976-03-22                | American Airlines Tennis Games |                        | $ 200.000       | hardcourt, buiten | Jimmy Connors (1)                      | Roscoe Tanner                          | 6-4, 6-4                               | details                                |
| 1977-02-21                | American Airlines Tennis Games |                        | $ 225.000       | hardcourt, buiten | Brian Gottfried                        | Guillermo Vilas                        | 2-6, 6-1, 6-3                          | details                                |
| 1978-02-13                | American Airlines Tennis Games |                        | $ 225.000       | hardcourt, buiten | Roscoe Tanner (1)                      | Raúl Ramírez                           | 6-1, 7-6                               | details                                |
| Rancho Mirage, Californië |                                |                        |                 |                   |                                        |                                        |                                        |                                        |
| 1979-02-12                | The Congoleum Classic          |                        | $ 250.000       | hardcourt, buiten | Roscoe Tanner (2)                      | Brian Gottfried                        | 6-4, 6-2                               | details                                |
| 1980-02-11                | The Congoleum Classic          |                        | $ 250.000       | hardcourt, buiten | finale niet gespeeld vanwege regen     | finale niet gespeeld vanwege regen     | finale niet gespeeld vanwege regen     | details                                |
| La Quinta, Californië     |                                |                        |                 |                   |                                        |                                        |                                        |                                        |
| 1981-02-16                | The Grand Marnier Tennis Games |                        | $ 175.000       | hardcourt, buiten | Jimmy Connors (2)                      | Ivan Lendl                             | 6-3, 7-6                               | details                                |
| 1982-02-15                | The Congoleum Classic          |                        | $ 200.000       | hardcourt, buiten | Yannick Noah                           | Ivan Lendl                             | 6-4, 2-6, 7-5                          | details                                |
| 1983-02-21                | The Congoleum Classic          |                        | $ 200.000       | hardcourt, buiten | José Higueras                          | Eliot Teltscher                        | 6-4, 6-2                               | details                                |
| 1984-02-13                | The Congoleum Classic          |                        | $ 200.000       | hardcourt, buiten | Jimmy Connors (3)                      | Yannick Noah                           | 6-2, 6-7, 6-3                          | details                                |
| 1985-02-18                | The Pilot Pen Classic          |                        | $ 300.000       | hardcourt, buiten | Larry Stefanki                         | David Pate                             | 6-1, 6-4, 3-6, 6-3                     | details                                |
| 1986-02-24                | The Pilot Pen Classic          |                        | $ 325.000       | hardcourt, buiten | Joakim Nyström                         | Yannick Noah                           | 6-1, 6-3, 6-2                          | details                                |
| Indian Wells, Californië  |                                |                        |                 |                   |                                        |                                        |                                        |                                        |
| 1987-02-16                | The Pilot Pen Classic          |                        | $ 350.000       | hardcourt, buiten | Boris Becker (1)                       | Stefan Edberg                          | 6-4, 6-4, 7-5                          | details                                |
| 1988-02-29                | The Newsweek Champions Cup     |                        | $ 510.000       | hardcourt, buiten | Boris Becker (2)                       | Emilio Sánchez                         | 7-5, 6-4, 2-6, 6-4                     | details                                |
| 1989-03-13                | The Newsweek Champions Cup     |                        | $ 510.000       | hardcourt, buiten | Miloslav Mečíř                         | Yannick Noah                           | 3-6, 2-6, 6-1, 6-2, 6-3                | details                                |
| 1990-03-05                | The Newsweek Champions Cup     | Championship Series SW | $ 750.000       | hardcourt, buiten | Stefan Edberg                          | Andre Agassi                           | 6-4, 5-7, 7-6, 7-6                     | details                                |
| 1991-03-04                | The Newsweek Champions Cup     | Championship Series SW | $ 1.000.000     | hardcourt, buiten | Jim Courier (1)                        | Guy Forget                             | 4-6, 6-3, 4-6, 6-3, 7-6                | details                                |
| 1992-03-02                | The Newsweek Champions Cup     | Championship Series SW | $ 1.075.000     | hardcourt, buiten | Michael Chang (1)                      | Andrej Tsjesnokov                      | 6-3, 6-4, 7-5                          | details                                |
| 1993-03-01                | The Newsweek Champions Cup     | Super 9                | $ 1.650.000     | hardcourt, buiten | Jim Courier (2)                        | Wayne Ferreira                         | 6-3, 6-3, 6-1                          | details                                |
| 1994-02-28                | The Newsweek Champions Cup     | Super 9                | $ 1.720.000     | hardcourt, buiten | Pete Sampras (1)                       | Petr Korda                             | 4-6, 6-3, 3-6, 6-3, 6-2                | details                                |
| 1995-03-06                | The Newsweek Champions Cup     | Super 9                | $ 1.800.000     | hardcourt, buiten | Pete Sampras (2)                       | Andre Agassi                           | 7-5, 6-3, 7-5                          | details                                |
| 1996-03-11                | The Newsweek Champions Cup     | Super 9                | $ 2.200.000     | hardcourt, buiten | Michael Chang (2)                      | Paul Haarhuis                          | 7-5, 6-1, 6-1                          | details                                |
| 1997-03-10                | The Newsweek Champions Cup     | Super 9                | $ 2.300.000     | hardcourt, buiten | Michael Chang (3)                      | Bohdan Ulihrach                        | 4-6, 6-3, 6-4, 6-3                     | details                                |
| 1998-03-09                | The Newsweek Champions Cup     | Super 9                | $ 2.450.000     | hardcourt, buiten | Marcelo Ríos                           | Greg Rusedski                          | 6-3, 6-7, 7-6, 6-4                     | details                                |
| 1999-03-08                | The Newsweek Champions Cup     | Super 9                | $ 2.450.000     | hardcourt, buiten | Mark Philippoussis                     | Carlos Moyá                            | 5-7, 6-4, 6-4, 4-6, 6-2                | details                                |
| 2000-03-13                | TMS Indian Wells               | Masters Series         | $ 2.950.000     | hardcourt, buiten | Àlex Corretja                          | Thomas Enqvist                         | 6-4, 6-4, 6-3                          | details                                |
| 2001-03-12                | TMS Indian Wells               | Masters Series         | $ 2.950.000     | hardcourt, buiten | Andre Agassi                           | Pete Sampras                           | 7-6, 7-5, 6-1                          | details                                |
| 2002-03-11                | Pacific Life Open              | Masters Series         | $ 2.950.000     | hardcourt, buiten | Lleyton Hewitt (1)                     | Tim Henman                             | 6-1, 6-2                               | details                                |
| 2003-03-10                | Pacific Life Open              | Masters Series         | $ 2.450.000     | hardcourt, buiten | Lleyton Hewitt (2)                     | Gustavo Kuerten                        | 6-1, 6-1                               | details                                |
| 2004-03-08                | Pacific Life Open              | Masters Series         | $ 2.779.000     | hardcourt, buiten | Roger Federer (1)                      | Tim Henman                             | 6-3, 6-3                               | details                                |
| 2005-03-07                | Pacific Life Open              | Masters Series         | $ 2.974.000     | hardcourt, buiten | Roger Federer (2)                      | Lleyton Hewitt                         | 6-2, 6-2, 6-4                          | details                                |
| 2006-03-06                | Pacific Life Open              | Masters Series         | $ 3.169.600     | hardcourt, buiten | Roger Federer (3)                      | James Blake                            | 7-5, 6-3, 6-0                          | details                                |
| 2007-03-05                | Pacific Life Open              | Masters Series         | $ 3.285.000     | hardcourt, buiten | Rafael Nadal (1)                       | Novak Đoković                          | 6-2, 7-5                               | details                                |
| 2008-03-13                | Pacific Life Open              | Masters Series         | $ 3.589.000     | hardcourt, buiten | Novak Đoković (1)                      | Mardy Fish                             | 6-2, 5-7, 6-3                          | details                                |
| 2009-03-22                | BNP Paribas Open               | Masters 1000           | $ 4.500.000     | hardcourt, buiten | Rafael Nadal (2)                       | Andy Murray                            | 6-1, 6-2                               | details                                |
| 2010-03-21                | BNP Paribas Open               | Masters 1000           | $ 4.500.000     | hardcourt, buiten | Ivan Ljubičić                          | Andy Roddick                           | 7-6, 7-6                               | details                                |
| 2011-03-20                | BNP Paribas Open               | Masters 1000           | $ 3.645.000     | hardcourt, buiten | Novak Đoković (2)                      | Rafael Nadal                           | 4-6, 6-3, 6-2                          | details                                |
| 2012-03-18                | BNP Paribas Open               | Masters 1000           | $ 4.694.969     | hardcourt, buiten | Roger Federer (4)                      | John Isner                             | 7-6(7), 6-3                            | details                                |
| 2013-03-17                | BNP Paribas Open               | Masters 1000           | $ 5.185.625     | hardcourt, buiten | Rafael Nadal (3)                       | Juan Martín del Potro                  | 4-6, 6-3, 6-4                          | details                                |
| 2014-03-16                | BNP Paribas Open               | Masters 1000           | $ 5.240.015     | hardcourt, buiten | Novak Đoković (3)                      | Roger Federer                          | 3-6, 6-3, 7-6(3)                       | details                                |
| 2015-03-22                | BNP Paribas Open               | Masters 1000           | $ 5.381.235     | hardcourt, buiten | Novak Đoković (4)                      | Roger Federer                          | 6-3, 6-7(5), 6-2                       | details                                |
| 2016-03-20                | BNP Paribas Open               | Masters 1000           | $ 6.134.605     | hardcourt, buiten | Novak Đoković (5)                      | Milos Raonic                           | 6-2, 6-0                               | details                                |
| 2017-03-19                | BNP Paribas Open               | Masters 1000           | $ 6.993.450     | hardcourt, buiten | Roger Federer (5)                      | Stanislas Wawrinka                     | 6-4, 7-5                               | details                                |
| 2018-03-18                | BNP Paribas Open               | Masters 1000           | $ 7.972.535     | hardcourt, buiten | Juan Martín del Potro                  | Roger Federer                          | 6-4, 6-7(8), 7-6(2)                    | details                                |
| 2019-03-17                | BNP Paribas Open               | Masters 1000           | $ 8.359.455     | hardcourt, buiten | Dominic Thiem                          | Roger Federer                          | 3-6, 6-3, 7-5                          | details                                |
| 2020-03-22                | BNP Paribas Open               | Masters 1000           | $ 8.761.725     | hardcourt, buiten | geen toernooi wegens de coronapandemie | geen toernooi wegens de coronapandemie | geen toernooi wegens de coronapandemie | geen toernooi wegens de coronapandemie |
| 2021-10-17                | BNP Paribas Open               | Masters 1000           | $ 9.146.125     | hardcourt, buiten | Cameron Norrie                         | Nikoloz Basilasjvili                   | 3-6, 6-4, 6-1                          | details                                |
| 2022-03-18                | BNP Paribas Open               | Masters 1000           | $ 8.584.055     | hardcourt, buiten | Taylor Fritz                           | Rafael Nadal                           | 6-3, 7-6(5)                            | details                                |
| 2023-03-19                | BNP Paribas Open               | Masters 1000           | $ 8.800.000     | hardcourt, buiten | Carlos Alcaraz                         | Daniil Medvedev                        | 6-3, 6-2                               | details                                |
| 2024-03-17                | BNP Paribas Open               | Masters 1000           | $ 9.495.555     | hardcourt, buiten | Carlos Alcaraz                         | Daniil Medvedev                        | 7-6(5), 6-1                            | details                                |
| 2025-03-16                | BNP Paribas Open               | Masters 1000           | $ 9.693.540     | hardcourt, buiten | Jack Draper                            | Holger Rune                            | 6-2, 6-2                               | details                                |

### Dubbelspel
| Datum                     | Naam                           | Categorie              | ($)             | Ondergrond        | Winnaars                                  | Verliezend finalisten                    | Uitslag                                |                                        |
| Tucson, Arizona           | Tucson, Arizona                | Tucson, Arizona        | Tucson, Arizona | Tucson, Arizona   | Tucson, Arizona                           | Tucson, Arizona                          | Tucson, Arizona                        | Tucson, Arizona                        |
| ------------------------- | ------------------------------ | ---------------------- | --------------- | ----------------- | ----------------------------------------- | ---------------------------------------- | -------------------------------------- | -------------------------------------- |
| 1974-03-18                | American Airlines Tennis Games | geen tour              | $ 150.000       | hardcourt, buiten | Charlie Pasarell Sherwood Stewart         | Tom Edlefsen Manuel Orantes              | 6-4, 6-4                               | details                                |
| 1975-03-31                | American Airlines Tennis Games | geen tour              | $ 175.000       | hardcourt, buiten | William Brown Raúl Ramírez (1)            | Raymond Moore Dennis Ralston             | 2-6, 7-6, 6-4                          | details                                |
| Palm Springs, Californië  |                                |                        |                 |                   |                                           |                                          |                                        |                                        |
| 1976-03-22                | American Airlines Tennis Games |                        | $ 200.000       | hardcourt, buiten | Colin Dibley Sandy Mayer (1)              | Raymond Moore Erik van Dillen            | 6-4, 6-7, 7-6                          | details                                |
| 1977-02-21                | American Airlines Tennis Games |                        | $ 225.000       | hardcourt, buiten | Bob Hewitt Frew McMillan                  | Marty Riessen Roscoe Tanner              | 7-6, 7-6                               | details                                |
| 1978-02-13                | American Airlines Tennis Games |                        | $ 225.000       | hardcourt, buiten | Raymond Moore Roscoe Tanner               | Bob Hewitt Frew McMillan                 | 6-4, 6-4                               | details                                |
| Rancho Mirage, Californië |                                |                        |                 |                   |                                           |                                          |                                        |                                        |
| 1979-02-12                | The Congoleum Classic          |                        | $ 250.000       | hardcourt, buiten | Gene Mayer Sandy Mayer (2)                | Cliff Drysdale Bruce Manson              | 6-4, 7-6                               | details                                |
| 1980-02-11                | The Congoleum Classic          |                        | $ 250.000       | hardcourt, buiten | finale niet gespeeld vanwege regen        | finale niet gespeeld vanwege regen       | finale niet gespeeld vanwege regen     | details                                |
| La Quinta, Californië     |                                |                        |                 |                   |                                           |                                          |                                        |                                        |
| 1981-02-16                | The Grand Marnier Tennis Games |                        | $ 175.000       | hardcourt, buiten | Bruce Manson Brian Teacher                | Terry Moor Eliot Teltscher               | 7-6, 6-2                               | details                                |
| 1982-02-15                | The Congoleum Classic          |                        | $ 200.000       | hardcourt, buiten | Brian Gottfried (1) Raúl Ramírez (2)      | John Lloyd Dick Stockton                 | 6-4, 3-6, 6-2                          | details                                |
| 1983-02-21                | The Congoleum Classic          |                        | $ 200.000       | hardcourt, buiten | Brian Gottfried (2) Raúl Ramírez (3)      | Danie Visser Tian Viljoen                | 6-3, 6-3                               | details                                |
| 1984-02-13                | The Congoleum Classic          |                        | $ 200.000       | hardcourt, buiten | Bernard Mitton (2) Butch Walts (1)        | Scott Davis Ferdi Taygan                 | 5-7, 6-3, 6-2                          | details                                |
| 1985-02-18                | The Pilot Pen Classic          |                        | $ 300.000       | hardcourt, buiten | Heinz Günthardt Balázs Taróczy            | Ken Flach Robert Seguso                  | 3-6, 7-6, 6-3                          | details                                |
| 1986-02-24                | The Pilot Pen Classic          |                        | $ 325.000       | hardcourt, buiten | Bernard Mitton (2) Butch Walts (2)        | Scott Davis Ferdi Taygan                 | 5-7, 6-3, 6-2                          | details                                |
| Indian Wells, Californië  |                                |                        |                 |                   |                                           |                                          |                                        |                                        |
| 1987-02-16                | The Pilot Pen Classic          |                        | $ 350.000       | hardcourt, buiten | Guy Forget (1) Yannick Noah               | Boris Becker Eric Jelen                  | 5-7, 7-6, 7-5                          | details                                |
| 1988-02-29                | The Newsweek Champions Cup     |                        | $ 510.000       | hardcourt, buiten | Guy Forget (2) Boris Becker (1)           | Jorge Lozano Todd Witsken                | 6-3, 6-3                               | details                                |
| 1989-03-13                | The Newsweek Champions Cup     |                        | $ 510.000       | hardcourt, buiten | Jakob Hlasek Boris Becker (2)             | Kevin Curren David Pate                  | 3-6, 6-3, 6-4                          | details                                |
| 1990-03-05                | The Newsweek Champions Cup     | Championship Series SW | $ 750.000       | hardcourt, buiten | Guy Forget (3) Boris Becker (3)           | Jim Grabb Patrick McEnroe                | 6-4, 6-3                               | details                                |
| 1991-03-04                | The Newsweek Champions Cup     | Championship Series SW | $ 1.000.000     | hardcourt, buiten | Jim Courier Javier Sánchez                | Guy Forget Henri Leconte                 | 7-6, 6-1                               | details                                |
| 1992-03-02                | The Newsweek Champions Cup     | Championship Series SW | $ 1.075.000     | hardcourt, buiten | Steve DeVries Daniel Macpherson           | Kent Kinnear Sven Salumaa                | 6-3, 2-6, 6-4                          | details                                |
| 1993-03-01                | The Newsweek Champions Cup     | Super 9                | $ 1.650.000     | hardcourt, buiten | Guy Forget (4) Henri Leconte              | Luke Jensen Scott Melville               | 4-6, 6-2, 7-6                          | details                                |
| 1994-02-28                | The Newsweek Champions Cup     | Super 9                | $ 1.720.000     | hardcourt, buiten | Grant Connell Patrick Galbraith           | Byron Black Jonathan Stark               | 3-6, 6-1, 7-6                          | details                                |
| 1995-03-06                | The Newsweek Champions Cup     | Super 9                | $ 1.800.000     | hardcourt, buiten | Tommy Ho Brett Steven                     | Gary Muller Piet Norval                  | 7-6, 6-7, 6-4                          | details                                |
| 1996-03-11                | The Newsweek Champions Cup     | Super 9                | $ 2.200.000     | hardcourt, buiten | Mark Woodforde Todd Woodbridge            | Brian MacPhie Michael Tebbutt            | 6-3, 6-4                               | details                                |
| 1997-03-10                | The Newsweek Champions Cup     | Super 9                | $ 2.300.000     | hardcourt, buiten | Mark Knowles (1) Daniel Nestor (1)        | Mark Philippoussis Patrick Rafter        | 7-5, 6-4                               | details                                |
| 1998-03-09                | The Newsweek Champions Cup     | Super 9                | $ 2.450.000     | hardcourt, buiten | Jonas Björkman Patrick Rafter             | Todd Martin Richey Reneberg              | 6-0, 6-3                               | details                                |
| 1999-03-08                | The Newsweek Champions Cup     | Super 9                | $ 2.450.000     | hardcourt, buiten | Wayne Black Sandon Stolle                 | Ellis Ferreira Rick Leach                | 6-3, 6-4                               | details                                |
| 2000-03-13                | TMS Indian Wells               | Masters Series         | $ 2.950.000     | hardcourt, buiten | Alex O'Brien Jared Palmer                 | Paul Haarhuis Sandon Stolle              | 6-4, 7-6                               | details                                |
| 2001-03-12                | TMS Indian Wells               | Masters Series         | $ 2.950.000     | hardcourt, buiten | Wayne Ferreira (1) Jevgeni Kafelnikov (1) | Jonas Björkman Todd Woodbridge           | 6-2, 7-5                               | details                                |
| 2002-03-11                | Pacific Life Open              | Masters Series         | $ 2.950.000     | hardcourt, buiten | Mark Knowles (2) Daniel Nestor (2)        | Roger Federer Maks Mirni                 | 6-4, 6-4                               | details                                |
| 2003-03-10                | Pacific Life Open              | Masters Series         | $ 2.450.000     | hardcourt, buiten | Wayne Ferreira (2) Jevgeni Kafelnikov (2) | Bob Bryan Mike Bryan                     | 6-1, 6-4                               | details                                |
| 2004-03-08                | Pacific Life Open              | Masters Series         | $ 2.779.000     | hardcourt, buiten | Arnaud Clément Sébastien Grosjean         | Wayne Black Kevin Ullyett                | 6-3, 4-6, 7-5                          | details                                |
| 2005-03-07                | Pacific Life Open              | Masters Series         | $ 2.974.000     | hardcourt, buiten | Mark Knowles (3) Daniel Nestor (3)        | Wayne Arthurs Paul Hanley                | 7-6, 7-6                               | details                                |
| 2006-03-06                | Pacific Life Open              | Masters Series         | $ 3.169.600     | hardcourt, buiten | Mark Knowles (4) Daniel Nestor (4)        | Bob Bryan Mike Bryan                     | 6-4, 6-4                               | details                                |
| 2007-03-05                | Pacific Life Open              | Masters Series         | $ 3.285.000     | hardcourt, buiten | Martin Damm Leander Paes                  | Jonathan Erlich Andy Ram                 | 6-4, 6-4                               | details                                |
| 2008-03-13                | Pacific Life Open              | Masters Series         | $ 3.589.000     | hardcourt, buiten | Jonathan Erlich Andy Ram                  | Daniel Nestor Nenad Zimonjić             | 6-4, 6-4                               | details                                |
| 2009-03-22                | BNP Paribas Open               | Masters 1000           | $ 4.500.000     | hardcourt, buiten | Mardy Fish Andy Roddick                   | Maks Mirni Andy Ram                      | 3-6, 6-1, [14-12]                      | details                                |
| 2010-03-21                | BNP Paribas Open               | Masters 1000           | $ 4.500.000     | hardcourt, buiten | Marc López (1) Rafael Nadal (1)           | Daniel Nestor Nenad Zimonjić             | 7-6, 6-3                               | details                                |
| 2011-03-20                | BNP Paribas Open               | Masters 1000           | $ 3.645.000     | hardcourt, buiten | Oleksandr Dolgopolov Xavier Malisse       | Roger Federer Stanislas Wawrinka         | 6-4, 6-7(5), [10-7]                    | details                                |
| 2012-03-18                | BNP Paribas Open               | Masters 1000           | $ 4.694.969     | hardcourt, buiten | Marc López (2) Rafael Nadal (2)           | John Isner Sam Querrey                   | 6-2, 7-6(3)                            | details                                |
| 2013-03-17                | BNP Paribas Open               | Masters 1000           | $ 5.185.625     | hardcourt, buiten | Bob Bryan (1) Mike Bryan (1)              | Treat Huey Jerzy Janowicz                | 6-3, 3-6, [10-6]                       | details                                |
| 2014-03-16                | BNP Paribas Open               | Masters 1000           | $ 5.240.015     | hardcourt, buiten | Bob Bryan (2) Mike Bryan (2)              | Alexander Peya Bruno Soares              | 6-4, 6-3                               | details                                |
| 2015-03-22                | BNP Paribas Open               | Masters 1000           | $ 5.381.235     | hardcourt, buiten | Vasek Pospisil Jack Sock (1)              | Simone Bolelli Fabio Fognini             | 6-4, 6-7(3), [10-7]                    | details                                |
| 2016-03-20                | BNP Paribas Open               | Masters 1000           | $ 6.134.605     | hardcourt, buiten | Pierre-Hugues Herbert Nicolas Mahut       | Vasek Pospisil Jack Sock                 | 6-3, 7-6(5)                            | details                                |
| 2017-03-19                | BNP Paribas Open               | Masters 1000           | $ 6.993.450     | hardcourt, buiten | Raven Klaasen Rajeev Ram                  | Łukasz Kubot Marcelo Melo                | 6-7(1), 6-4, [10-8]                    | details                                |
| 2018-03-17                | BNP Paribas Open               | Masters 1000           | $ 7.972.535     | hardcourt, buiten | John Isner Jack Sock (2)                  | Bob Bryan Mike Bryan                     | 7-6(4), 7-6(2)                         | details                                |
| 2019-03-16                | BNP Paribas Open               | Masters 1000           | $ 8.359.455     | hardcourt, buiten | Nikola Mektić (1) Horacio Zeballos        | Łukasz Kubot Marcelo Melo                | 4-6, 6-4, [10-3]                       | details                                |
| 2020-03-22                | BNP Paribas Open               | Masters 1000           | $ 8.761.725     | hardcourt, buiten | geen toernooi wegens de coronapandemie    | geen toernooi wegens de coronapandemie   | geen toernooi wegens de coronapandemie | geen toernooi wegens de coronapandemie |
| 2021-10-17                | BNP Paribas Open               | Masters 1000           | $ 9.146.125     | hardcourt, buiten | John Peers Filip Polášek                  | Aslan Karatsev Andrej Roebljov           | 6-3, 7-6(5)                            | details                                |
| 2022-03-18                | BNP Paribas Open               | Masters 1000           | $ 8.584.055     | hardcourt, buiten | John Isner Jack Sock                      | Santiago González Édouard Roger-Vasselin | 7-6(4), 6-4                            | details                                |
| 2023-03-19                | BNP Paribas Open               | Masters 1000           | $ 8.800.000     | hardcourt, buiten | Rohan Bopanna Matthew Ebden               | Wesley Koolhof Neal Skupski              | 6–3, 2–6, [10–8]                       | details                                |
| 2024-03-15                | BNP Paribas Open               | Masters 1000           | $ 9.495.555     | hardcourt, buiten | Wesley Koolhof Nikola Mektić (2)          | Marcel Granollers Horacio Zeballos       | 7-6(2), 7-6(4)                         | details                                |
| 2025-03-15                | BNP Paribas Open               | Masters 1000           | $ 9.693.540     | hardcourt, buiten | Marcelo Arévalo Mate Pavić                | Sebastian Korda Jordan Thompson          | 6-3, 6-4                               | details                                |

## Statistieken

### Meeste enkelspeltitels
| Aantal titels | Speler         | Jaren                        |
| ------------- | -------------- | ---------------------------- |
| 5             | Novak Đoković  | 2016, 2015, 2014, 2011, 2008 |
| 5             | Roger Federer  | 2017, 2012, 2006, 2005, 2004 |
| 3             | Jimmy Connors  | 1984, 1981, 1976             |
| 3             | Michael Chang  | 1997, 1996, 1992             |
| 3             | Rafael Nadal   | 2013, 2009, 2007             |
| 2             | Roscoe Tanner  | 1979, 1978                   |
| 2             | Boris Becker   | 1988, 1987                   |
| 2             | Jim Courier    | 1993, 1991                   |
| 2             | Pete Sampras   | 1995, 1994                   |
| 2             | Lleyton Hewitt | 2003, 2002                   |
| 2             | Carlos Alcaraz | 2024, 2023                   |

(Bijgewerkt t/m 2025)

### Meeste enkelspeltitels per land
| Aantal titels | Land                |
| ------------- | ------------------- |
| 16            | Verenigde Staten    |
| 7             | Spanje              |
| 5             | Australië           |
| 5             | Servië              |
| 5             | Zwitserland         |
| 2             | Duitsland           |
| 2             | Zweden              |
| 2             | Verenigd Koninkrijk |

(Bijgewerkt t/m 2025)

### Enkel- en dubbelspeltitel in hetzelfde jaar
| Tennisser     | Jaar |
| ------------- | ---- |
| Roscoe Tanner | 1978 |
| Jim Courier   | 1991 |
| Rafael Nadal  | 2013 |

### Baansnelheid
| Court Pace Index                                     |
| ---------------------------------------------------- |
|                                                      |
| ■ Traag ■ Medium traag ■ Medium ■ Medium snel ■ Snel |

Bron: The Racquet Court Speed Data, Court Pace Index: Tennis court speeds Tennis Warehouse Forum, Nick Lester Twitter, @Stroppa_Del Twitter

### Toeschouwersaantallen
| Jaar | Toeschouwers | Jaar | Toeschouwers | Jaar | Toeschouwers |
| ---- | ------------ | ---- | ------------ | ---- | ------------ |
| 2004 | 267.834      | 2009 | 332.498      | 2014 | 431.527      |
| 2005 | 280.653      | 2010 | 339.657      | 2015 | 456.672      |
| 2006 | 270.453      | 2011 | 350.086      | 2016 | 438.058      |
| 2007 | 303.398      | 2012 | 370.406      | 2017 | 439.261      |
| 2008 | 331.269      | 2013 | 382.227      | 2018 | 450.502      |

De toeschouwersaantallen zijn inclusief de aantallen van het gelijktijdige WTA-toernooi.